# Франклин Рузвельт Буэрес Жуниор
Франклин Рузвельт Буэрес Жуниор (порт. Franklin Roosevelt Bueres Jr.; 18 мая 1971, Озаску, Бразилия), более известный как просто Франклин — бразильский игрок в мини-футбол. Вратарь бразильского клуба «Крона» и сборной Бразилии по мини-футболу.

## Биография
Долгое время Франклин защищал цвета лишь бразильских клубов, но в 2004 году перебрался в Европу. Вначале он провёл один сезон в итальянском «Лупаренсе», затем три сезона играл в испанском Почётном Дивизионе, защищая цвета клубов «Полярис Уорлд Картахена» и «Гестеса Гвадалахара». После этого он вернулся в Бразилию, подписав контракт с одним из своих предыдущих клубов «Малви», а год спустя 38-летний бразилец перешёл в «Крону Футзал».
В составе сборной Бразилии по мини-футболу Франклин принял участие в трёх чемпионатах мира, выиграв на них полный комплект медалей. Он внёс весомый вклад в золото бразильцев 2008 года. Хотя на протяжении пятидесяти минут финального матча против испанцев ворота бразильцев защищал Тиаго, Франклин вышел для участия в серии послематчевых пенальти и сумел отразить два удара из пяти, что и принесло хозяевам турнира победу.

## Достижения
- Чемпион мира по мини-футболу 2008
- Серебряный призёр чемпионата мира по мини-футболу 2000
- Бронзовый призёр чемпионата мира по мини-футболу 2004
- Многократный победитель различных бразильских турниров